# Blackburnium insigne
Blackburnium insigne är en skalbaggsart som beskrevs av Lea 1916. Blackburnium insigne ingår i släktet Blackburnium och familjen Bolboceratidae. Inga underarter finns listade.